# Beech Hill (Berkshire)
Beech Hill est une paroisse civile et un village du Berkshire, en Angleterre.